# Spilophorus cervinus
Spilophorus cervinus är en skalbaggsart som beskrevs av Thierry Bourgoin 1921. Spilophorus cervinus ingår i släktet Spilophorus och familjen Cetoniidae. Inga underarter finns listade i Catalogue of Life.